# Mihai Cotorobai
Mihai Cotorobai (25 mars 1951 - 6 janvier 2021) est un homme politique moldave.

## Biographie
Il est membre du Parlement de Moldavie.
Mihai Cotorobai est décédé le 6 janvier 2021, après avoir contracté le COVID-19 lors de la pandémie de COVID-19 en Moldavie.